# Dobroslawa von Schlawe
Dobroslawa von Schlawe († nach 1200) war eine pommersche Adlige aus der Linie der Ratiboriden, einer Nebenlinie des in Pommern herrschenden Greifenhauses.
Eine Urkunde aus dem Jahre 1200, die in einer Abschrift des 15. Jahrhunderts überliefert ist, ist ausgestellt von ego Boguslaus et soror mea Dobroslaua de Sla[u]na („ich Bogislaw und meine Schwester Dobroslawa von Schlawe“). Dies ist die einzige völlig sichere Nennung von Dobroslawa. Der genannte Bogislaw wird als Bogislaw III. eingeordnet. Dobroslawa war somit Tochter von Bogislaw von Schlawe und Enkelin von Ratibor I.
Vermutlich war diese Dobroslawa identisch mit einer Dobroslawa, die als Gemahlin Herzog Bolesławs von Kujawien († 1195), Sohn Herzog Mieszkos III., überliefert ist. Vermutlich war sie in zweiter Ehe mit Grimislaw, dem Herrn von Schwetz und Libschau († nach 1198), vermählt. Die Historiker Robert Klempin († 1874), Oswald Balzer († 1933) und Franciszek Duda nahmen eine oder beide dieser Ehen an; der Historiker Martin Wehrmann († 1937) hielt sie immerhin für möglich, wenn auch nicht beweisbar. 
Das Todesjahr Dobroslawas ist nicht überliefert.
Die in der Urkunde von 1200 auftretende Dobroslawa ist nicht zu verwechseln mit der wohl etwas später lebenden, 1226 genannten  Dobroslawa aus der Hauptlinie des Greifenhauses. Demgegenüber nahm im 19. Jahrhundert der Historiker Johann Ludwig Quandt irrig an, dass beide ein und dieselbe Person seien.